# Parafia Zaśnięcia Matki Bożej w Wilnie
Parafia Zaśnięcia Matki Bożej – prawosławna parafia katedralna w Wilnie, w eparchii wileńskiej i litewskiej.
Powołana po ponownym przejęciu przez prawosławnych soboru Zaśnięcia Matki Bożej w Wilnie w 1865. Działała do wejścia Armii Czerwonej na Litwę w 1940. Ponownie zarejestrowana po II wojnie światowej w 1948, wówczas należały do niej 424 osoby. 
W 2012 r. z parafii Zaśnięcia Matki Bożej wydzielono parafię św. Paraskiewy.